# Hugh Dillon
Hugh Dillon (Kingston, 31 mei 1963) is een Canadees acteur en zanger.
Hugh Dillons eerste optreden was in regisseur Bruce McDonalds Dance Me Outside in 1994. Hierna had hij succes als Joe Dick in Bruce McDonalds speelfilm Hard Core Logo in 1996. In de serie Durham County (2007) speelde hij twaalf episodes de rol van Mike Sweeney. Dillon werd in 2007 genomineerd voor een prijs voor Best Supporting Actor voor zijn rol in The Trailer Park Boys (een film uit 2006). In 2008 speelde hij een rol in de televisiefilm Murder on Her Mind. De prestaties van Dillon brachten filmmaker Quentin Tarantino ertoe hem op te nemen in de bezetting van de Canadese politieserie Flashpoint, waar hij de rol van Ed Lane vertolkt.
Dillon combineerde zijn acteurscarrière met zijn kwaliteiten als zanger en songwriter en dan vooral als de zanger in de multi-platina rock-'n-roll-band, The Headstones, een band die in de negentiger jaren van de 20e eeuw zes albums uitbracht.
- Biblioteca Nacional de España: XX4949370
- Bibliothèque nationale de France: cb162546914 (data)
- Gemeinsame Normdatei: 142112577
- International Standard Name Identifier: 0000 0001 1778 3636
- Library of Congress Control Number: no2006018392
- MusicBrainz: 86dcefde-e547-44f2-97f8-54b44af89e99
- Nederlandse Thesaurus van Auteursnamen: 343577534
- Virtual International Authority File: 102899205
- WorldCat: E39PBJtcBcbFc4jxGCCWPFptrq